# Cuboctaedru

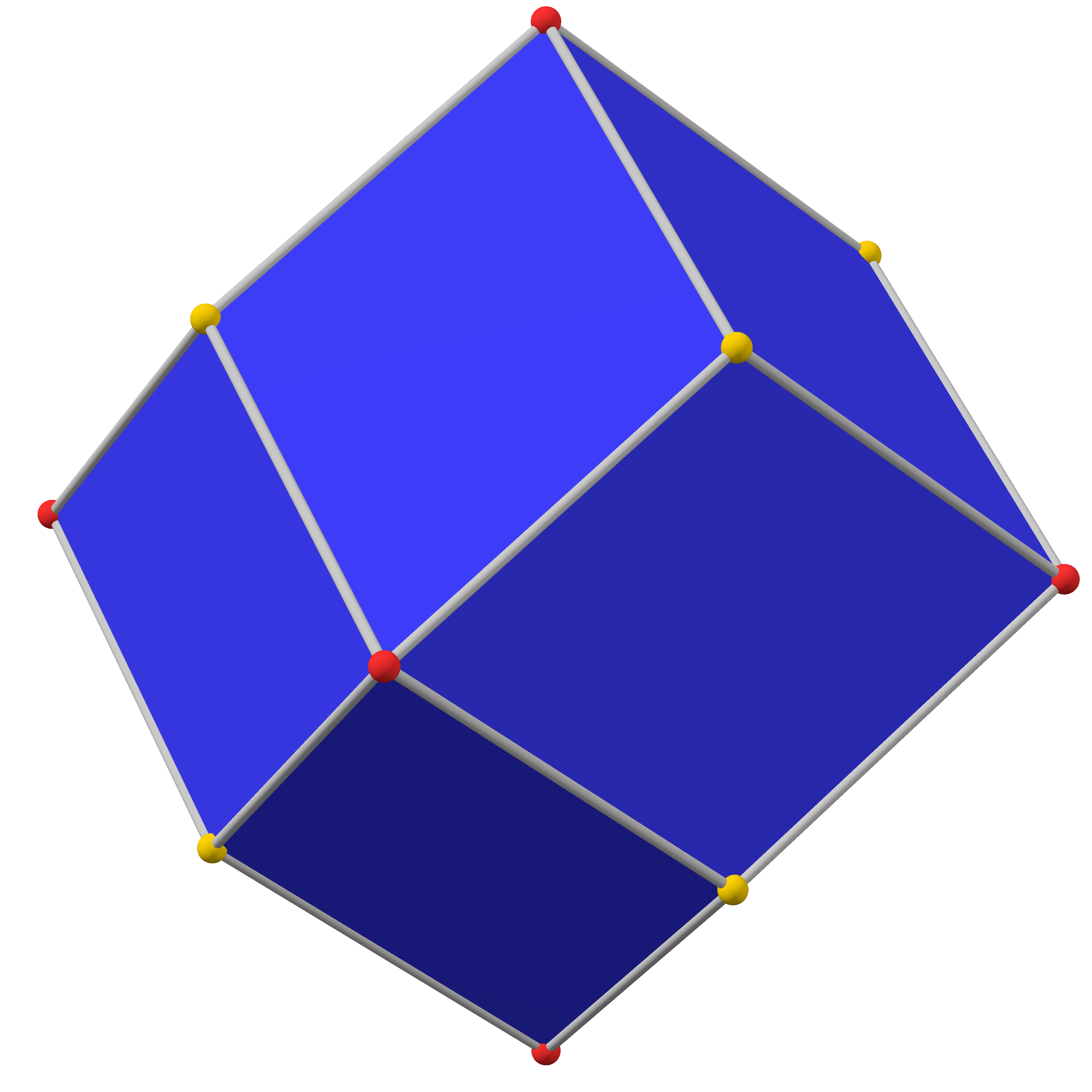
Dual: Dodecaedru rombic

În geometrie cuboctaedrul este un poliedru arhimedic. Are 14 fețe regulate (8 triunghiulare și 6 pătrate), 24 de laturi (muchii) identice, care fiecare sunt la limita dintre un triunghi și un pătrat. Are 24 de vârfuri, în fiecare întâlnindu-se două triunghiuri și două pătrate, care alternează. Ca atare, este un poliedru cvasiregulat, care nu este doar tranzitiv pe vârfuri, ci și tranzitiv pe laturi. Are și simetrie echilaterală radială.
Dualul său este dodecaedrul rombic.
Are indicele de poliedru uniform U07, indicele Coxeter C19 și indicele Wenninger W11.
Proiectat într-o sferă, laturile unui coboctaedru definesc 4 cercuri mari, iar mijloacele laturilor și centrele triunghiurilor definesc alte 12 cercuri mari. Buckminster Fuller a folosit aceste 16 cercuri mari, împreună cu alte 9 din alt poliedru pentru a-și defini cele 25 de cercuri mari ale octaedrului sferic.
Cuboctaedrul era probabil cunoscut de Platon: în Definitiones Heron din Alexandria îl citează pe Arhimede spunând că Platon știa despre un corp format din 8 triunghiuri și 6 pătrate.

## Sinonime
- Cu simetria Oh, de ordin 48, este un cub rectificat sau un octaedru rectificat[4]
- Cu simetria Td, de ordin 24, este un tetraedru cantelat sau un rombitetratetraedru.
- Cu simetria D3d, de ordin 12, este o girobicupolă triunghiulară.

## Coordonate carteziene
Coordonatele carteziene ale vârfurilor unui cuboctaedru centrat în origine cu lungimea laturii √2 sunt
(±1, ±1, 0)
(±1, 0, ±1)
(0, ±1, ±1)
Un set alternativ de coordonate poate fi realizat în spațiul cvadridimensional ca 12 permutări ale
(0, 1, 1, 2)
Această construcție există ca fațetele dintr-unul din cele 16 ortante ale unui 16-celule cantelat.

## Arie și volum
Aria A și volumul V ale unui cuboctaedru cu lungimea laturii a sunt:
{\displaystyle {\begin{aligned}A&=\left(6+2{\sqrt {3}}\right)a^{2}&&\approx 9,464\,1016\,a^{2}\\V&={\tfrac {5}{3}}{\sqrt {2}}a^{3}&&\approx 2,357\,0226\,a^{3}.\end{aligned}}}

## Proiecții ortogonale
Cuboctaedrul are patru proiecții ortogonale, centrate pe un vârf, pe o latură și pe două tipuri de fețe: triunghiulare și pătrate. Ultimele două corespund cu planele Coxeter B2 și A2. Proiecțiile din poziții oarecare arată câte unul dintre pătratele, respectiv hexagoanele care trec prin centrul cuboctaedrului.
| Centrată pe fața pătrat            | Centrată pe fața triunghi | Centrată pe vârf | Centrată pe latură | Oarecare | Oarecare |
| ---------------------------------- | ------------------------- | ---------------- | ------------------ | -------- | -------- |
|                                    |                           |                  |                    |          |          |
|                                    |                           |                  |                    |          |          |
| [4]                                | [6]                       | [2]              | [2]                |          |          |
| Dodecaedru rombic (poliedrul dual) |                           |                  |                    |          |          |
|                                    |                           |                  |                    |          |          |

## Pavare sferică
Cuboctaedrul poate fi reprezentat și ca o pavare sferică și proiectat pe plan printr-o proiecție stereografică. Această proiecție este conformă, păstrând unghiurile, dar nu ariile sau lungimile. Liniile drepte pe sferă sunt proiectate în plan ca arce de cerc.

Fagure tetraedric-octaedric

|                      |                         |                      |                  |
| Proiecție ortogonală | Centrată pe pătrat      | Centrată pe triunghi | Centrată pe vârf |
| Proiecție ortogonală | Proiecții stereografice |                      |                  |

## Divizare

### Tetraedre și octaedre
Cuboctaedrul poate fi divizat în 6 piramide pătrate și 8 tetraedre, care se întâlnesc într-un punct central. Această divizare apare în fagurele tetraedric-octaedric unde perechile de piramide pătrate sunt combinate în octaedre.

### Poliedre neregulate
Cuboctaedrul poate fi divizat în două cupole triunghiulare printr-un hexagon care trece prin centrul cuboctaedrului. Dacă aceste două cupole triunghiulare sunt rotite astfel încât triunghiurile și pătratele să se alinieze, se obține poliedrul Johnson J27, o ortobicupolă triunghiulară.

## Relații geometrice

Expandarea tetraedrului în cuboctaedru și expandarea înapoi la tetraedrul dual

### Simetrie echilaterală radială
Într-un cuboctaedru raza lungă (de la centru până la vârf) are aceeași lungime cu latura; astfel diametrul său lung (de vârf la vârful opus) este de 2 lungimi de latură. Centrul său este ca apexul unei piramide: la distanță egală cu o latură de toate celelalte vârfuri. (În cazul cuboctaedrului, centrul este de fapt vârful a 6 piramide pătrate și 8 triunghiulare). Această simetrie echilaterală radială este o proprietate a doar câtorva politopuri uniforme, inclusiv hexagonul bidimensional, cuboctaedrul tridimensional și 24-celule și 8-celule (tesseractul) cvadridimensionale. Politopurile echilaterale radiale sunt cele care se pot construi, cu razele lor lungi, din triunghiuri echilaterale care se întâlnesc în centrul politopului, fiecare contribuind cu două raze și o latură. Prin urmare, toate elementele interioare care se întâlnesc în centrul acestor politopuri au fețe triunghiulare echilaterale spre interior, ca în divizarea cuboctaedrului în 6 piramide pătrate și 8 tetraedre.
Fiecare dintre aceste politopuri echilaterale radial apare, de asemenea, ca celule ale unei teselări caracteristice care umple spațiul: pavarea hexagonală regulată, fagurele cubic rectificat (cuboctaedre și octaedre alternativ), fagurele 24-celule și, respectiv, fagurele tesseractic. Fiecare teselare are o teselare duală; centrele celulelor dintr-o teselare sunt vârfuri ale celulelor în teselarea sa duală. Cea mai densă împachetare regulată a sferelor cunoscută în două, trei și patru dimensiuni folosește centrele celulelor ale uneia dintre aceste teselări ca centre ale sferelor.
Un cuboctaedru are simetrie octaedrică. Prima sa stelare este compusul de cub și octaedrul său dual, cu vârfurile cuboctaedrului situate la mijlocul laturilor fiecăruia.

### Construcție

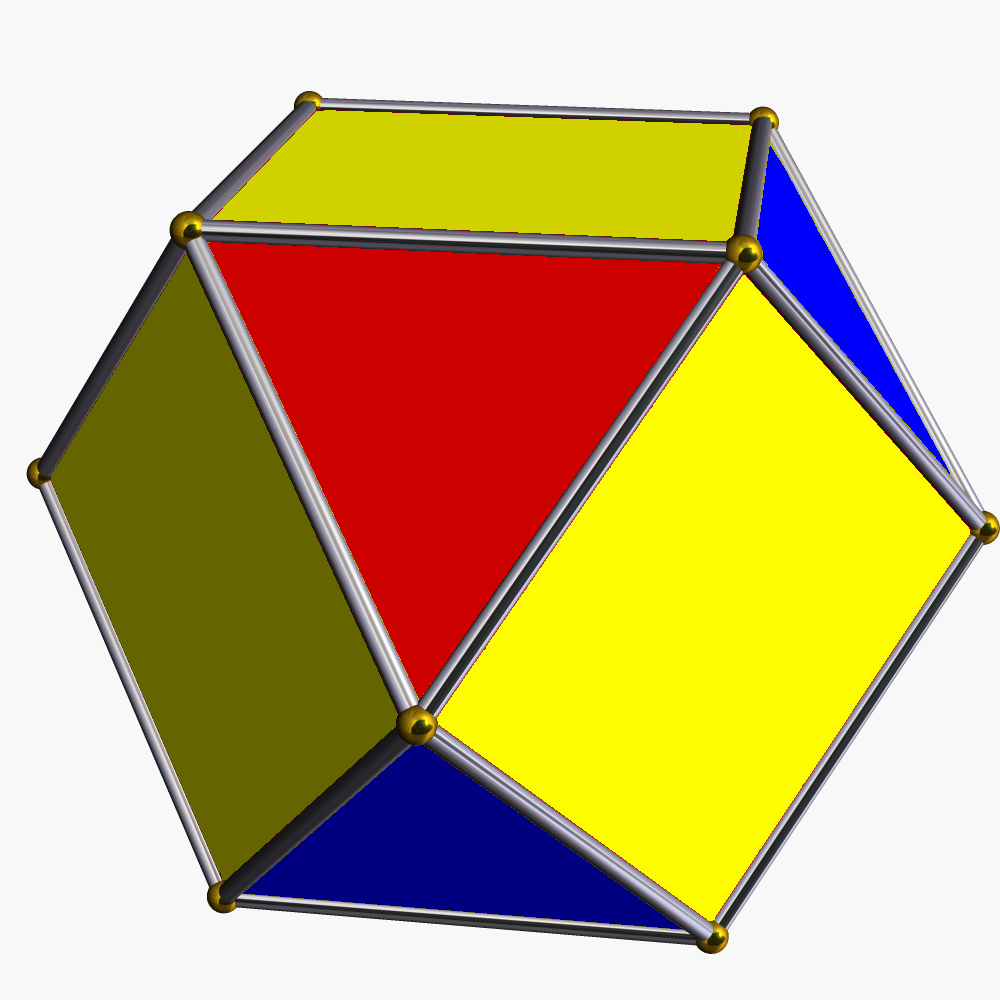
Tetraedru cantelat

Așa cum un pătrat sau un hexahon pot fi contruite dintr-o secțiune ecuatorială printr-un cuboctaedru, un cuboctaedru poate fi construit dintr-o secțiune ecuatorială printr-un 16-celule sau un 24-celule.
Alte metode sunt rectificarea unui cub sau unui octaedru, sau cantelarea unui tetraedru. 

## Politopuri înrudite

### Poliedre regulate
Cuboctaedrul face parte dintr-o familie de poliedre uniforme legate de cubul și octaedrul regulat. 
| Poliedre octaedrice uniforme | Poliedre octaedrice uniforme | Poliedre octaedrice uniforme | Poliedre octaedrice uniforme | Poliedre octaedrice uniforme | Poliedre octaedrice uniforme | Poliedre octaedrice uniforme | Poliedre octaedrice uniforme | Poliedre octaedrice uniforme | Poliedre octaedrice uniforme | Poliedre octaedrice uniforme |
| Simetrie: [4,3], (*432)      | Simetrie: [4,3], (*432)      | Simetrie: [4,3], (*432)      | Simetrie: [4,3], (*432)      | Simetrie: [4,3], (*432)      | Simetrie: [4,3], (*432)      | Simetrie: [4,3], (*432)      | [4,3]+ (432)                 | [1+,4,3] = [3,3] (*332)      | [1+,4,3] = [3,3] (*332)      | [3+,4] (3*2)                 |
| ---------------------------- | ---------------------------- | ---------------------------- | ---------------------------- | ---------------------------- | ---------------------------- | ---------------------------- | ---------------------------- | ---------------------------- | ---------------------------- | ---------------------------- |
| {4,3}                        | t{4,3}                       | r{4,3} r{31,1}               | t{3,4} t{31,1}               | {3,4} {31,1}                 | rr{4,3} s2{3,4}              | tr{4,3}                      | sr{4,3}                      | h{4,3} {3,3}                 | h2{4,3} t{3,3}               | s{3,4} s{31,1}               |
|                              |                              |                              |                              |                              |                              |                              |                              |                              |                              |                              |
|                              |                              | · =                          | · =                          | · =                          |                              |                              |                              | = · sau                      | = · sau                      | = ·                          |
|                              |                              |                              |                              |                              |                              |                              |                              |                              |                              |                              |
| Dualele celor de mai sus     |                              |                              |                              |                              |                              |                              |                              |                              |                              |                              |
| V43                          | V3.82                        | V(3.4)2                      | V4.62                        | V34                          | V3.43                        | V4.6.8                       | V34.4                        | V33                          | V3.62                        | V35                          |
|                              |                              |                              |                              |                              |                              |                              |                              |                              |                              |                              |
|                              |                              |                              |                              |                              |                              |                              |                              |                              |                              |                              |
|                              |                              |                              |                              |                              |                              |                              |                              |                              |                              |                              |

Cuboctaedrul are și simetrie tetraedrică cu triunghiuri în două culori.
| Familia poliedrelor tetraedrice uniforme | Familia poliedrelor tetraedrice uniforme | Familia poliedrelor tetraedrice uniforme | Familia poliedrelor tetraedrice uniforme | Familia poliedrelor tetraedrice uniforme | Familia poliedrelor tetraedrice uniforme | Familia poliedrelor tetraedrice uniforme | Familia poliedrelor tetraedrice uniforme |
| Simetrie: [3,3], (*332)                  | Simetrie: [3,3], (*332)                  | Simetrie: [3,3], (*332)                  | Simetrie: [3,3], (*332)                  | Simetrie: [3,3], (*332)                  | Simetrie: [3,3], (*332)                  | Simetrie: [3,3], (*332)                  | [3,3]+, (332)                            |
| ---------------------------------------- | ---------------------------------------- | ---------------------------------------- | ---------------------------------------- | ---------------------------------------- | ---------------------------------------- | ---------------------------------------- | ---------------------------------------- |
|                                          |                                          |                                          |                                          |                                          |                                          |                                          |                                          |
|                                          |                                          |                                          |                                          |                                          |                                          |                                          |                                          |
| {3,3}                                    | t{3,3}                                   | r{3,3}                                   | t{3,3}                                   | {3,3}                                    | rr{3,3}                                  | tr{3,3}                                  | sr{3,3}                                  |
| Duale ale poliedrelor uniforme           |                                          |                                          |                                          |                                          |                                          |                                          |                                          |
|                                          |                                          |                                          |                                          |                                          |                                          |                                          |                                          |
| V3.3.3                                   | V3.6.6                                   | V3.3.3.3                                 | V3.6.6                                   | V3.3.3                                   | V3.4.3.4                                 | V4.6.6                                   | V3.3.3.3.3                               |

### Poliedre și pavări cvasiregulate
Cuboctaedrul există într-o succesiune de simetrii de poliedre și pavări cvasiregulate cu configurații ale vârfului (3.n)2, de la pavări sferice la planul euclidian și planul hiperbolic. Cu notația orbifold a simetriei *n32 toate aceste pavări sunt construcții Wythoff într-un domeniu fundamental de simetrie, cu puncte generatoare în unghiul drept al domeniului. 
| Pavări cvasiregulate cu simetrii orbifold *n32: (3.n)2 | Pavări cvasiregulate cu simetrii orbifold *n32: (3.n)2 | Pavări cvasiregulate cu simetrii orbifold *n32: (3.n)2 | Pavări cvasiregulate cu simetrii orbifold *n32: (3.n)2 | Pavări cvasiregulate cu simetrii orbifold *n32: (3.n)2 | Pavări cvasiregulate cu simetrii orbifold *n32: (3.n)2 | Pavări cvasiregulate cu simetrii orbifold *n32: (3.n)2 | Pavări cvasiregulate cu simetrii orbifold *n32: (3.n)2 |
| Construcție                                            | Sferic                                                 | Sferic                                                 | Sferic                                                 | Euclidian                                              | Hiperbolic                                             | Hiperbolic                                             | Hiperbolic                                             |
| Construcție                                            | *332                                                   | *432                                                   | *532                                                   | *632                                                   | *732                                                   | *832...                                                | *∞32                                                   |
| ------------------------------------------------------ | ------------------------------------------------------ | ------------------------------------------------------ | ------------------------------------------------------ | ------------------------------------------------------ | ------------------------------------------------------ | ------------------------------------------------------ | ------------------------------------------------------ |
| Figuri cvasiregulate                                   |                                                        |                                                        |                                                        |                                                        |                                                        |                                                        |                                                        |
| Vârf                                                   | (3.3)2                                                 | (3.4)2                                                 | (3.5)2                                                 | (3.6)2                                                 | (3.7)2                                                 | (3.8)2                                                 | (3.∞)2                                                 |

| Variante de pavări cvasiregulate cu simetrie *n42: (4.n)2 | Variante de pavări cvasiregulate cu simetrie *n42: (4.n)2 | Variante de pavări cvasiregulate cu simetrie *n42: (4.n)2 | Variante de pavări cvasiregulate cu simetrie *n42: (4.n)2 | Variante de pavări cvasiregulate cu simetrie *n42: (4.n)2 | Variante de pavări cvasiregulate cu simetrie *n42: (4.n)2 | Variante de pavări cvasiregulate cu simetrie *n42: (4.n)2 | Variante de pavări cvasiregulate cu simetrie *n42: (4.n)2 | Variante de pavări cvasiregulate cu simetrie *n42: (4.n)2 |
| Simetrie *4n2 [n,4]                                       | Sferică                                                   | Euclidiană                                                | Hiperbolice compacte                                      | Hiperbolice compacte                                      | Hiperbolice compacte                                      | Hiperbolice compacte                                      | Paracompactă                                              | Necompactă                                                |
| Simetrie *4n2 [n,4]                                       | *342 [3,4]                                                | *442 [4,4]                                                | *542 [5,4]                                                | *642 [6,4]                                                | *742 [7,4]                                                | *842 [8,4]...                                             | *∞42 [∞,4]                                                | [ni,4]                                                    |
| --------------------------------------------------------- | --------------------------------------------------------- | --------------------------------------------------------- | --------------------------------------------------------- | --------------------------------------------------------- | --------------------------------------------------------- | --------------------------------------------------------- | --------------------------------------------------------- | --------------------------------------------------------- |
| Imagini                                                   |                                                           |                                                           |                                                           |                                                           |                                                           |                                                           |                                                           |                                                           |
| Vârf                                                      | (4.3)2                                                    | (4.4)2                                                    | (4.5)2                                                    | (4.6)2                                                    | (4.7)2                                                    | (4.8)2                                                    | (4.∞)2                                                    | (4.ni)2                                                   |

Acest poliedru este înrudit din punct de vedere topologic ca parte a secvenței de poliedre cantelate cu figurile vârfului (3.4.n.4) și continuă ca pavări ale planului hiperbolic. Aceste figuri tranzitive pe vârfuri au simetrie de reflexie *n32 în notația orbifold.
| Variante de pavări expandate cu simetrie *n32: 3.4.n.4 | Variante de pavări expandate cu simetrie *n32: 3.4.n.4 | Variante de pavări expandate cu simetrie *n32: 3.4.n.4 | Variante de pavări expandate cu simetrie *n32: 3.4.n.4 | Variante de pavări expandate cu simetrie *n32: 3.4.n.4 | Variante de pavări expandate cu simetrie *n32: 3.4.n.4 | Variante de pavări expandate cu simetrie *n32: 3.4.n.4 | Variante de pavări expandate cu simetrie *n32: 3.4.n.4 | Variante de pavări expandate cu simetrie *n32: 3.4.n.4 |
| Simetrie *n32 [n,3]                                    | Sferice                                                | Sferice                                                | Sferice                                                | Sferice                                                | Euclid.                                                | Hiperb. compacte                                       | Hiperb. compacte                                       | Paracomp.                                              |
| Simetrie *n32 [n,3]                                    | *232 [2,3]                                             | *332 [3,3]                                             | *432 [4,3]                                             | *532 [5,3]                                             | *632 [6,3]                                             | *732 [7,3]                                             | *832 [8,3]...                                          | *∞32 [∞,3]                                             |
| ------------------------------------------------------ | ------------------------------------------------------ | ------------------------------------------------------ | ------------------------------------------------------ | ------------------------------------------------------ | ------------------------------------------------------ | ------------------------------------------------------ | ------------------------------------------------------ | ------------------------------------------------------ |
| Imagine                                                |                                                        |                                                        |                                                        |                                                        |                                                        |                                                        |                                                        |                                                        |
| Vârf                                                   | 3.4.2.4                                                | 3.4.3.4                                                | 3.4.4.4                                                | 3.4.5.4                                                | 3.4.6.4                                                | 3.4.7.4                                                | 3.4.8.4                                                | 3.4.∞.4                                                |

### Politopuri cvadridimensionale

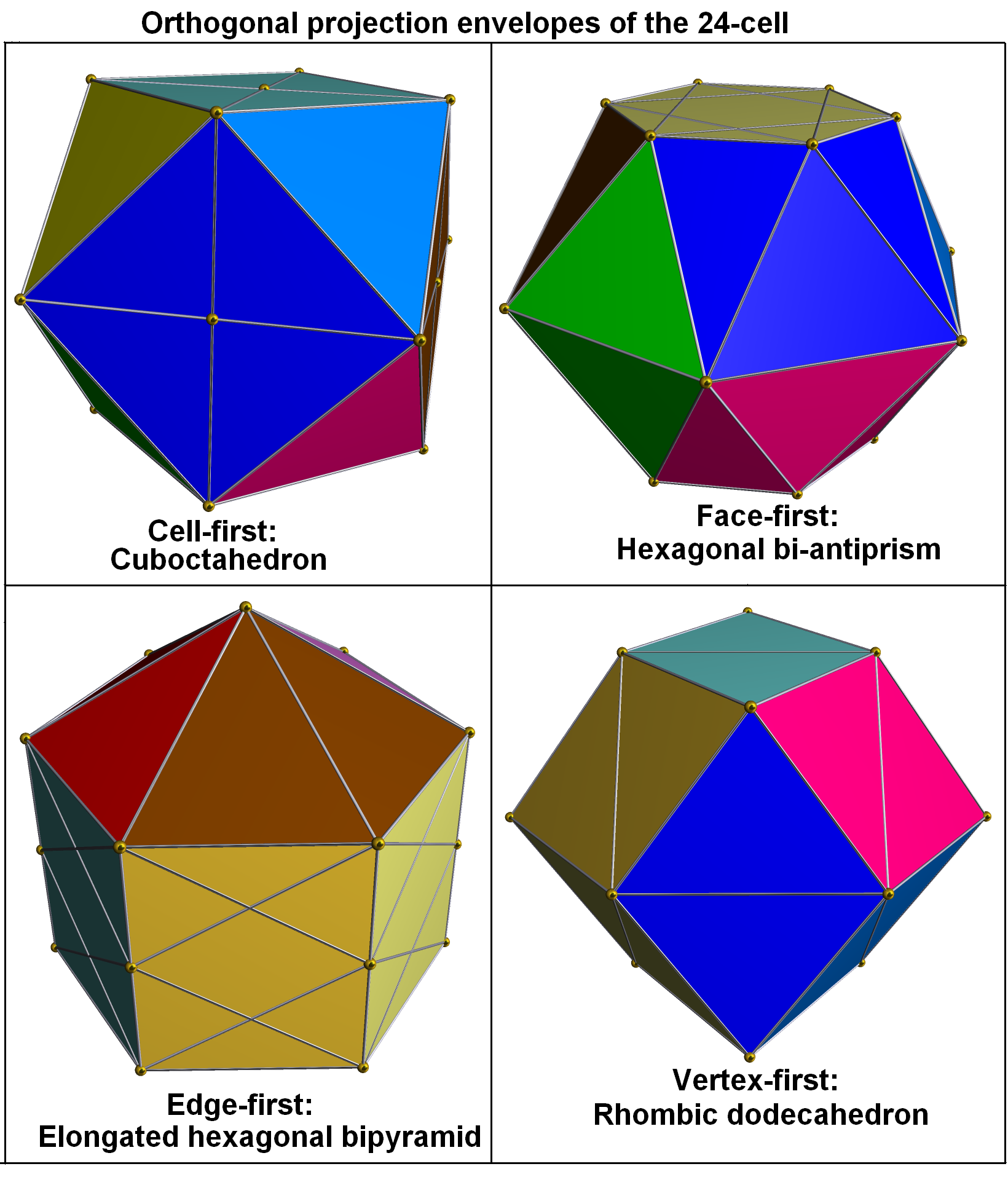
Proiecții ortogonale ale 24-celule

Cuboctaedrul poate fi descompus într-un octaedru regulat și opt octaedre neregulate, dar egale, în forma anvelopei convexe a unui cub cu două vârfuri opuse omise. Această descompunere a cuboctaedrului corespunde cu proiecția paralelă a primei celule a unui 24-celule în trei dimensiuni. Sub această proiecție, cuboctaedrul formează anvelopa proiecției, care poate fi descompusă în șase fețe pătrate, un octaedru regulat și opt octaedre neregulate. Aceste elemente corespund imaginilor a șase dintre celulele octaedrice din 24-celule, cele mai apropiate și cele mai îndepărtate celule din punctul de vedere cvadridimensional și, respectiv, restul de opt perechi de celule.